# I. e. 316
Évszázadok: i. e. 5. század – i. e. 4. század – i. e. 3. század
Évtizedek: i. e. 360-as évek – i. e. 350-es évek – i. e. 340-es évek – i. e. 330-as évek – i. e. 320-as évek – i. e. 310-es évek – i. e. 300-as évek – i. e. 290-es évek – i. e. 280-as évek – i. e. 270-es évek – i. e. 260-as évek
Évek: i. e. 321 – i. e. 320 – i. e. 319 – i. e. 318 –  i. e. 317 – i. e. 316 – i. e. 315 – i. e. 314 – i. e. 313 – i. e. 312 – i. e. 311

## Események

### Makedón Birodalom
- A második diadokhosz háborúban Antigonosz és Eumenész ismét összecsap a gabiénéi csatában. Az ütközet újfent eldöntetlenül végződik, de Antigonosznak sikerül elfoglalnia Eumenész táborát, benne a zsoldosok évek alatt összegyűjtött zsákmányával és családjaival. Ezekért cserébe a zsoldosok kiszolgáltatják neki Eumenészt, akit Antigonosz háromnapi éheztetés után kivégeztet.
- Görögországban Kasszandrosz visszatér a Peloponnészoszról, legyőzi Polüperkhónt és Püdnában ostrom alá veszi Olümpiaszt (Nagy Sándor anyját). Megadásuk után fogságba veti Nagy Sándor feleségét, Rhóxanét és fiát, IV. Alexandroszt, Olümpiaszt pedig halálra ítéli. Katonái vonakodnak végrehajtani az ítéletet, így Olümpiaszt végül azok rokonai ölik meg, akiket korábban meggyilkoltatott. Rhóxanét és Alexandroszt a trákiai Amphipoliszban tartják őrizetben i. e. 309-ig, amikor mindkettőjüket megmérgezik.
- Kasszandrosz feleségül veszi Thesszalonikét, Nagy Sándor féltestvérét és megalapítja Kasszandreia városát Makedóniában.
- Kasszandrosz Athén segítségével megkezdi a Nagy Sándor által elpusztított Thébai újjáépítését.

### Itália
- Szicíliában a szürakuszai Agathoklész kiterjeszti hatalmát a sziget keleti felére.
- Rómában Spurius Nautius Rutilust és Marcus Popillius Laenast választják consulnak. A szamnisz háború folytatására Lucius Aemilius Mamercinus Privernast nevezik ki dictatorrá, aki ostrom alá veszi Saticulát. A szamniszok felmentő sereget küldenek, amely érkeztekor a saticulaiak is kitörnek a városból. A dictator előbb az ostromlottakat, majd a felmentő sereget is megfutamítja. Utóbbi elvonul és a Rómával szövetséges Plisticát veszi ostrom alá.[1]

### Kína
- Csin állam királya, Hui-ven megszállja és annektálja a szecsuáni Su és Pa államokat.

## Születések
- II. Arszinoé, Trákia, majd Egyiptom királynője

## Halálozások
- Olümpiasz, Nagy Sándor anyja
- Eumenész, Nagy Sándor hadvezére
- Szun Pin, kínai hadvezér

## Fordítás
- Ez a szócikk részben vagy egészben  a(z)   316 BC című angol Wikipédia-szócikk ezen változatának fordításán alapul.  Az eredeti cikk szerkesztőit annak laptörténete sorolja fel. Ez a jelzés csupán a megfogalmazás eredetét és a szerzői jogokat jelzi, nem szolgál a cikkben szereplő információk forrásmegjelöléseként.